# Aidan Mitchell
Aidan Mitchell est un acteur irlandais/américain, né le 4 octobre 1993 à Boston, dans l'État du Massachusetts.

## Enfance et débuts
Né de père irlandais et de mère américaine, à trois ans et demi, il déménagera avec sa famille dans la ville natale de son père, Galway, en Irlande. il y passera 7 ans. C'est durant cette période qu'il fait ses débuts en théâtre, au Town Hall Theatre, dans une représentation portant le nom d'Oliver!. À 11 ans, il revient aux États-Unis et s'installe avec sa famille à San Diego, en Californie. Peu de temps après, il obtient son premier rôle dans The TV set. Il remporte le titre du Best Child Actor in a Supporting Role en 2007 à l'International Family Film Festival déroulé à Los Angeles.

## Filmographie
- 2006 - The TV Set interprete Simon McCallister
- 2007 - Country Remedy interprete Nate Gibbs
- 2008 - The Riches interprete Sam Malloy
- 2008 : New York, unité spéciale (Law and Order: Special Victims Unit) : Tommy Ross (saison 10, épisode 5: Refus de soin)
- 2009 - In My Sleep Interprete Young Marcus